# Prionaster analogus
Prionaster analogus is een kamster uit de familie Goniopectinidae.
De wetenschappelijke naam van de soort werd in 1913 gepubliceerd door Walter Kenrick Fisher.